# Pseudobatos
Pseudobatos is een geslacht uit de familie van de vioolroggen (Rhinobatidae). De soorten uit dit geslacht werden in het verleden tot het geslacht Rhinobatos gerekend. 

## Lijst van soorten[1]
- Pseudobatos buthi K.M. Rutledge, 2019 [2]
- Pseudobatos glaucostigma Jordan & Gilbert, 1883
- Pseudobatos horkelii Müller & Henle, 1841
- Pseudobatos lentiginosus Garman, 1880
- Pseudobatos leucorhynchus Günther, 1867
- Pseudobatos percellens Walbaum, 1792
- Pseudobatos planiceps Garman, 1880
- Pseudobatos prahli Acero Pizarro & Franke], 1995
- Pseudobatos productus Ayres, 1854 – Pacifische vioolrog